# Wiktoria (imię)
Wiktoria – imię żeńskie pochodzenia łacińskiego (łac. victoria – „zwycięstwo”). W mitologii rzymskiej nosiła je bogini zwycięstwa i chwały.
Męskim odpowiednikiem jest Wiktor.
Wśród imion nadawanych nowo narodzonym dzieciom, Wiktoria w 2009 roku zajmowała 4. miejsce w grupie imion żeńskich.
W styczniu 2024 w rejestrze PESEL, wśród publicznie dostępnych danych dotyczących osób żyjących, wykazano 205 558 kobiet o imieniu Wiktoria nadanym jako imię pierwsze oraz 98 309 kobiet o imieniu Wiktoria jako drugim. Dla porównania, najczęściej nadane jako żeńskie imię pierwsze – Anna, nosi 1 072 616 osób
Wiktoria imieniny obchodzi: 20 maja, 12 sierpnia, 21 sierpnia,  11 listopada, 23 grudnia.

## Odpowiedniki w innych językach
- łacina: Victoria
- angielski: Victoria
- francuski: Victoire
- litewski: Viktorija
- niemiecki: Viktoria
- ros. Виктория (Wiktorija)
- słoweński: Viktorija
- ukr. Вікторія (Wiktorija)
- włoski: Vittoria

## Imienniczki

### Święte i błogosławione Kościoła katolickiego
- św. Wiktoria z Sabiny, rzymska męczennica, święta Kościoła katolickiego
- bł. Wiktoria Díez Bustos de Molina (†1936), hiszpańska błogosławiona Kościoła rzymskokatolickiego
- bł. Wiktoria Rasoamanarivo, madagaskarska błogosławiona Kościoła rzymskokatolickiego
- bł. Wiktoria Ulma, polska męczennica, błogosławiona Kościoła rzymskokatolickiego, Sprawiedliwa wśród Narodów Świata.

### Władczynie
- Wiktoria Ludwika Burbon (1733–1799) – księżniczka Francji
- Wiktoria z Saksonii-Coburga-Saalfeld (1786–1861) – księżniczka Saksonii, księżna Kentu, matka brytyjskiej królowej, Wiktorii
- Wiktoria Hanowerska (1819–1901) – królowa Wielkiej Brytanii
- Wiktoria z Saksonii-Coburga-Kohary (1822–1857) – księżna Nemours
- Wiktoria Koburg (1840–1901) – cesarzowa niemiecka
- Wiktoria Badeńska (1862–1930) – królowa Szwecji
- Wiktoria z Hesji-Darmstadt (1863–1950) – księżniczka Hesji-Darmstadt
- Wiktoria Pruska (1866–1929) – księżniczka Prus, księżna Schaumburg-Lippe
- Wiktoria Koburg (1868–1935) – księżniczka Wielkiej Brytanii
- Victoria Kaʻiulani (1875–1899) – następczyni tronu Hawajów
- Wiktoria Melita Koburg (1876–1936) – wielka księżna Hesji, później wielka księżna Rosji jako Wiktoria Fiodorowna
- Wiktoria Eugenia Battenberg (1887–1969) – królowa Hiszpanii
- Wiktoria Luiza Pruska (1892–1980) – księżniczka Prus, księżna Hanoweru i Brunszwiku
- Wiktoria Bernadotte (ur. 1977) – następczyni tronu Szwecji.

### Inne osoby
- Victoria de los Angeles – hiszpańska śpiewaczka
- Victoria Abril – aktorka
- Wiktoryja Azaranka – tenisistka
- Victoria Beckham – piosenkarka (była Spice Girls), aktorka, tancerka, projektantka
- Victoria De Angelis – włoska basistka zespołu Måneskin
- Viki Gabor – polska piosenkarka pochodzenia romskiego
- Wiktoria Gąsiewska – aktorka i prezenterka telewizyjna
- Victoria Justice – amerykańska aktorka
- Victoria Nestorowicz – aktorka
- Wiktoria Padlewska – pisarka
- Viktoria Rebensburg – niemiecka narciarka alpejska
- Wiktorija Stiopina – ukraińska skoczkini wzwyż
- Victoria Tennant – aktorka
- Wiktorija Wołczkowa – rosyjska łyżwiarka
- Viktorija Žemaitytė – litewska lekkoatletka.